# Holzhausen (Melle)
Holzhausen ist ein Ortsteil der Stadt Melle im Landkreis Osnabrück in Niedersachsen. Der Ort bildete bis 1972 eine Gemeinde im damaligen Landkreis Melle und gehört heute zum Meller Stadtteil Buer.

## Geographie
Der Ortsteil liegt am nördlichen Rand der Stadt Melle und ist mit verstreut liegenden Einzelhöfen besiedelt. In seinem Gebiet liegt der dicht bewaldete und 220 Meter hohe Holzhauser Berg, ein Ausläufer des Wiehengebirges. Am Nordhang des Berges befindet sich die Quelle der Hunte.

## Geschichte
Die Bauerschaft Holzhausen gehörte bis zu den Napoleonischen Kriegen zum Amt Grönenberg des Hochstifts Osnabrück. Von 1807 bis 1810 gehörte Holzhausen zum Kanton Buer des napoleonischen Satellitenstaats Königreich Westphalen. Von 1811 bis 1813 gehörte der Ort unmittelbar zu Frankreich und dort zur Mairie Buer im Arrondissement Osnabrück des Departements der Oberen Ems. 1814 kam Holzhausen zum Königreich Hannover und gehörte dort wieder zum Amt Grönenberg. 1867 fiel Holzhausen mit dem gesamten Königreich Hannover an Preußen und seit 1885 gehörte die Gemeinde zum Landkreis Melle. Innerhalb des Landkreises Melle gehörte Holzhausen zur Samtgemeinde Buer. Am 1. Juli 1972 wurde Holzhausen im Rahmen der Gebietsreform in Niedersachsen Teil der Stadt Melle.

## Einwohnerentwicklung
| Jahr | Einwohner | Quelle |
| ---- | --------- | ------ |
| 1871 | 243       | [ 2 ]  |
| 1910 | 220       | [ 3 ]  |
| 1939 | 161       | [ 4 ]  |
| 1950 | 244       | [ 5 ]  |
| 1961 | 164       | [ 5 ]  |
| 1970 | 118       | [ 5 ]  |

## Baudenkmale
In Holzhausen liegen mehrere Baudenkmale:
- Der Bauernhof Dierker in der Osnabrücker Straße 70
- Der Bauernhof Stüver in der Osnabrücker Straße 74
- Der Bauernhof Moseler am Moseler Berg 7
- Das Kriegerdenkmal am Hohnebrinks Feld